# Józef Uhacz
 Józef Uhacz, Julian (ur. 27 stycznia 1897 w Stróżach Wyżnych, zm. 17 września 1939?) – major Wojska Polskiego II RP, odznaczony Orderem Virtuti Militari.

## Życiorys
Urodził się 27 stycznia 1897 r. we wsi Stróże Wyżne, był synem Piotra i Julii z Sołtysów. W latach 1907–1912 uczył się w II gimnazjum w Nowym Sączu, maturę zdał w 1912 r..
Po wybuchu I wojny światowej w 1914 r. wstąpił do oddziału wojskowego J. Piłsudskiego który od sierpnia 1914 wszedł do utworzonych Legionów Polskich. Uhacz służył kolejno:  1 pułk Legionów Polskich, potem 5 pułk Legionów Polskich. W lipcu 1915 r. w czasie walk pod Babinem został ranny, przebywał w  szpitalu twierdzy nr 9 w Krakowie. Po rekonwalanescencji skierowany do centralnych magazynów w Kozienicach. W lipcu 1916 r. uzyskał awans na st. szeregowego oraz dostał przydział do 5 kompanii 3 pułk Legionów Polskich. Po kryzysie przysięgowym w 1917 podjął służbę w Polskim Korpusie Posiłkowym. Brał udział w przejściu II Brygady przez front pod Rarańczą (15/16 lutego 1918). Po utworzeniu II Korpusie Polskim na terenie Ukrainy gdzie otrzymał awans do stopnia kaprala i został przydzielony do 5 kompanii w 15 Pułk Strzelców Polskich. Uczestniczył w bitwach bitwie z Niemcami pod Kaniowem 11 maja 1918. W czasie ataku oddziałów niemieckich na polskie pozycje pod Potokami Uhacz dowodził oddziałem piętnastu żołnierzy gdzie wykazał się wyjątkową odwagą. We wniosku do jego odznaczenia napisano; „...uratował tabory przed zagarnięciem, rzucając się z narażeniem życia na nieprzyjaciela w ataku na białą broń  (cyt. Wniosek o przyznanie  odznaczenia VM). Za ten czyn otrzymał najwyższe polskie odznaczenie wojskowe Order Virtuti Militari.  Po kapitulacji II Korpusu (12 maja) dostał się do niewoli niemieckiej.  Zbiegł z niewoli i wstąpił do Polskiej Organizacji Wojskowej w Żytomierzu.
W 1919 podjął służbę w  Wojsku Polskim, został dowódcą kompanii 3 pułku piechoty Legionów w stopniu ppor. piechoty. W czasie wojny polsko-sowieckiej 1919–1920 brał udział w walkach, awansował do stopienia porucznika piechoty ze starszeństwem 1 czerwca 1919, następny awans otrzymał  1 lipca 1923 r. na kapitana piechoty. Od roku 1927 służył w 73 pułku piechoty. Podjął naukę w Centralnej Szkole Gimnastyki i Sportu w Poznaniu, po ukończeniu  roku 1929  został był komendantem Okręgu WF i Przysposobienia Wojskowego w Katowicach, był także kierownikiem Ośrodka Wychowania Fizycznego.
Od roku 1934 pracował w Państwowym Urzędzie Wychowania Fizycznego  i Przysposobienia Wojskowego (PUWFiPW). 19 marca 1937 r. awansował na mjr. piechoty, w 1939 r. sprawował funkcję inspektora w PUWFiPW. W  lutym 1939r. pełnił funkcję kierownika Referatu w Okręgowym Urzędzie Wychowania Fizycznego i Przysposobienia Wojskowego. Uhacz Józef był jednym z założycieli Śląskiego  Klubu Lekkoatletycznego Katowice  (ŚLKLA), jest autorem artykułu w czasopiśmie „Reduta” pt. „Wpływ wychowania fizycznego na wyszkolenie wojskowe” (Reduta 24/1927), był autorem artykułów w „Na Straży” (nr3/1928).  W czasie wojny obronnej w 1939 został przydzielony do Wołyńskiej Brygady Obrony Narodowej,  prawdopodobnie poległ 17 września 1939 r. w rejonie Brodów podczas nalotu na transport kolejowy w czasie dyslokacji brygady.

## Ordery i odznaczenia
- Order Virtuti Militari (1920)[4]
- Krzyż Niepodległości (1931)[11]
- Krzyż Zasługi[12]
- Medal 3 Maja[7]